# 로일 카너
로일 카너(Loyle Carner)는 잉글랜드의 래퍼이다.